# Oddities, Abnormalities and Curiosities
Oddities, Abnormalities and Curiosities – siódma płyta zespołu Circle Jerks wydana w 1995 roku przez firmę Mercury Records. 

## Lista utworów
1. Teenage Electric
2. Anxious Boy
3. 22
4. Shining Through The Door
5. I Wanna Destroy You
6. Sinking Ship
7. Brick
8. Fable
9. Dog
10. Grey Life
11. Exhaust Breath
12. Career Day

## Muzycy
- Keith Morris - wokal
- Greg Hetson - gitara
- Zander Schloss - gitara basowa
- Keith Clark - perkusja